# Miomantis brevipennis
Miomantis brevipennis es una especie de mantis de la familia Mantidae.

## Distribución geográfica
Se encuentra en Zanzíbar y en la República Centroafricana.